# 양우정
양우정(梁又正, 1907년 11월 15일 경남 함안군 ~ 1975년 11월 11일)은 일제강점기의 시인이며 대한민국의 언론인, 정치인이다.

## 생애
개명하기 전의 이름은 양창준(梁昌俊), 호는 우정(雨庭)이다. 대구고등보통학교에서 항일 운동에 참여했다가 퇴학당했다. 와세다 대학에 유학했다가 중퇴하고 귀국하여 카프 시인으로 활동했다. 1928년 카프 중앙위원이 되었으며, 중외일보에 수십 편의 시를 발표하면서 본격적 문단 생활을 시작했고, 이후 조선일보에도 많은 작품을 발표하였다. 1930년 9월 <음악과 시>를 발행하고 편집하였으며, 같은 해 12월 카프 기관지 <군기>를 발행하고 주간을 맡았다.
광복 후 우익 언론인으로 정치에 뛰어들었고 일민주의의 사상가로 활동하며 조선민족청년단에 참여하였다. 1945년 <대동신문>의 주필을 맡고 1946년 <현대일보>와 <평화일보>를 창간하였다. 1949년 <연합신문>을 창간하였고, 1952년 <동양통신>을 창설하였으며 같은 해 국회외무위원장으로 선출되었다. 대한독립촉성국민회 선전부장으로 반탁 운동에 참여했고, 이승만의 독립운동 경력과 정치 이념을 홍보하는 저서를 남겼다. 고향인 함안에서 무소속으로 제2대 국회의원에 당선된 뒤 자유당의 2인자로 부상하였으나, 1953년 12월, 자유당을 탈당하고 무소속 재전향을 나서 1954년 언론인 출신 정국은이 간첩 혐의로 사형된 사건에 연루되어 공산간첩혐의로 최고군법회의에서 징역 7년을 언도받고, 체포되기 직전에 국회의원을 비롯한 모든 공직에서 사퇴하였다. 1954년 대통령 특사로 형집행정지를 받고, 이후 7년간 은거하였다. 1970년 뇌졸중으로 쓰러졌으며, 1975년 지병으로 타계하였다.

## 학력
- 경상남도 함안보통학교 졸업
- 대구고등보통학교 중퇴 (1946년 8월 26일 대구 경북중·대구 경북고 명예 졸업장 각각 수여)
- 일본 와세다 대학교 정치경제학과 중퇴

## 약력
- 대동신문 주필
- 평화일보 사장
- 합동연합통신신문 사장
- 동양통신 사장

## 역대 선거 결과
|  | 19.93% |

|  | 1.34% |

## 저서
- 《싸우는 민족의 이념》
- 《이대통령 독립노선의 승리》 (1948)
- 《이대통령 투쟁사》 (1949)
- 《이대통령 건국정치이념》 (1949)

## 참고자료
- 양우정 - 대한민국헌정회
- 임채민 기자 (2007년 6월 26일). “[잘 몰랐던 경남문학지대]⑤함안 출신 양우정(상)”. 경남도민일보. 2008년 2월 24일에 확인함. |제목=에 지움 문자가 있음(위치 1) (도움말)[깨진 링크(과거 내용 찾기)]
- 임채민 기자 (2007년 7월 4일). “[잘 몰랐던 경남문학지대]⑤함안 출신 양우정(하)”. 경남도민일보. 2008년 2월 24일에 확인함. |제목=에 지움 문자가 있음(위치 1) (도움말)